# International Mobile Equipment Identity
International Mobile Equipment Identity (IMEI) は、GSM/W-CDMA/iDENの全ての携帯電話や一部の衛星電話に付与される識別番号。携帯電話のバッテリを外すと、そこに書いてあることが多い。また、*#06# と入力すれば携帯電話の画面にも表示できる。
GSMのネットワークでは、正当なデバイスかどうかを識別するのに使われており、窃盗された携帯電話を使えないようにすることができる。例えば携帯電話を盗まれた場合、携帯電話会社に電話してそのIMEIの電話でネットワークにアクセスできないようにしてもらうことができる。そうするとその電話はSIMカードを入れ替えても使えなくなる。
Electronic Serial Number やCDMA2000系のMEIDとは異なり、IMEIはデバイスの識別のみに使われ、加入者との永久的な対応は存在しない。代わりに加入者の識別にはSIMカードに格納されたIMSIを使う。したがって、IMSIは（理論上は）任意のデバイスで使える。ただし、加入者がどのデバイスを使っているかを識別するネットワークがほとんどである。

## IMEIと法律
多くの国で、IMEIに携帯電話の盗難を減らす効果があると認識されている。たとえばイギリスでは、携帯電話のIMEIを変える行為やそのような行為を可能にする機器を所有することは、場合によっては法律違反となる。ラトビアでも同様の行為は法律違反である。
他の国では携帯電話の盗難に対して異なる対処をしている。例えばシンガポールでは、IMEIや他の手段を使って盗まれた携帯電話のサービス停止をすることはない。当局がそのようなシステムがシンガポールの携帯市場ではうまく機能しないと考えているためで、その代わりとしてSIMカードを新たに発行して前のSIMカードを使用停止にする。
正式に割り当てられたIMEIがGSM端末に付与されていれば、その端末は当局の規制に準拠していることが保証されていると誤解している人もいる。2000年4月、ヨーロッパでの R&TTE Directive 導入により、そのような規制準拠とIMEI付与の関係はなくなった。それ以降イギリスでは BABT という業界団体がIMEIの割り当てを行っており、その際に規制に合格していることをBABTに対して証明する必要はない。

### 盗まれた機器のブラックリスト
携帯機器が盗まれるか紛失したとき、所有者は電話会社に連絡してその携帯機器をブロックしてもらうのが一般的である。その電話会社に Equipment Identity Register (EIR) と呼ばれるデータベースがあれば、問題の機器のIMEIをそこに登録する。すると場合によっては相互に通信可能な携帯電話網間のブラックリストとなっている Central Equipment Identity Register (CEIR) にそのIMEIが登録され、同じCEIRを利用するどの網からもその携帯電話を使えなくすることができる。こうすることで携帯電話を盗んでもどこでも使えないことになり、窃盗団のビジネスが成り立たなくなる。
IMEI番号は容易に変えられないようになっており、そのためCEIRのブラックリストが有効に作用する。しかし、特殊なツールを使用すればIMEIを変えることは可能である。BBCによると、BT Cellnet のスポークスマンは「盗んだ携帯電話に新たなIMEIを書き込むことは可能で、10%のIMEIは唯一のものではない」と述べたという。

## IMEIとIMEISVの構造
IMEI（14桁とチェックディジット1桁）やIMEISV（IMEI Software Version、16桁）には、製造元、機種、シリアル番号といった情報が含まれている。IMEI（およびIMEISV）の構造は 3GPP TS 23.003 にある。機種と製造元はIMEI/SVの先頭8桁で示され、この部分をType Allocation Code (TAC) と呼ぶ。IMEIの残りの部分は製造各社が定義するが、最後の1桁はLuhnアルゴリズムを使ったチェックディジットである（この桁は決して送信されない）。
2004年以降、IMEIのフォーマットは AA-BBBBBB-CCCCCC-D のようになっている。IMEISVではチェックディジットを除き、代わりに Software Version Number (SVN) と呼ばれる2桁の数字を末尾に連結する。したがって AA-BBBBBB-CCCCCC-EE のようなフォーマットである。
| AA                                                                        | BBBBBB          | CCCCCC                 | D                                          | EE                            |
| ------------------------------------------------------------------------- | --------------- | ---------------------- | ------------------------------------------ | ----------------------------- |
| Reporting Body Identifier - GSMAがTACの割り当てを承認したグループを示す。 | TACの残りの部分 | その機種のシリアル番号 | 番号全体のチェックディジット（またはゼロ） | Software Version Number (SVN) |

2002年より以前にはTACは6桁で、その後に2桁の Final Assembly Code (FAC) があった。FACはその機器を組み立てた工場を示す製造業者固有の番号である。
例えば、35-209900-176148-1 というIMEIや 35-209900-176148-23 というIMEISVには、次の情報が含まれる。
TAC: 352099 は、BABTに割り当てられた番号であり、2099 が個別の機種に対する番号である。
FAC: 00 は、古いフォーマットから新しいフォーマットへの過渡期に使われた番号（後述）。
SNR: 176148 は、その機種の個々のユニットを識別するためのシリアル番号。
CD: 1 なので、GSM Phase 2 またはそれ以降に対応。
SVN: 23 は、その携帯電話にインストールされたソフトウェアのリビジョンを表す。99 は予約されている。
2004年4月1日フォーマットが更新され、Final Assembly Code をやめ、Type Approval Code を8桁にして Type Allocation Code と呼ぶようになった。2003年1月1日以降、新フォーマットとなるその時期まで、Final Assembly Code (FAC) は必ず 00 とすることになった。
Reporting Body Identifier は Global Decimal Administrator が割り当てており、IMEIでは（MEIDとは異なり）先頭2桁は必ず十進である。
CDMAの Mobile Equipment Identifier (MEID) は基本的にはIMEIと同じフォーマットだが、各桁を4ビットと規定している。

### チェックディジットの計算
IMEIの最後尾の桁はLuhnアルゴリズムを使って計算したチェックディジットである。

IMEI Allocation and Approval Guidelines によると、

チェックディジットはLuhnの式 (ISO/IEC 7812) に基づいて計算される。GSM 02.16 / 3GPP 22.016 を参照。チェックディジットはネットワーク上で転送されるべきではない。チェックディジットはIMEIの他の全ての桁を引数とする関数である。Software Version Number (SVN) の場合はこの計算は行わない。

チェックディジットは、CEIRおよびEIR装置（レジストリ）への間違った入力をガードする補助として使われる。

チェックディジットは、電子的に表示する場合もラベルやパッケージへの印刷においても、非常に重要である。（バーコードリーダーを使った）流通やEIR/CEIRへの登録では、パッケージの外側や装置にCDが印刷されていないと利用できない。

ネットワーク上で転送する際は、チェックディジット部分は常に "0" とすべきである。

チェックディジットは以下の3段階で検証する。
1. 右端（CDの直前）から1つおきに、その桁の数を2倍にする。（例えば、7 → 14）
2. CDも含め、各桁の数の総和を求める。
3. 総和が10で割り切れるかを調べる。

逆に言えば、上のような計算で10で割り切れるようにチェックディジットを設定する。例えば、49015420323751? というIMEIがあるとき、
| IMEI               | 4                                                                              | 9                                                                              | 0                                                                              | 1                                                                              | 5                                                                              | 4                                                                              | 2                                                                              | 0                                                                              | 3                                                                              | 2                                                                              | 3                                                                              | 7                                                                              | 5                                                                              | 1                                                                              | ?                                                                              |
| 1つおきに2倍にする | 4                                                                              | 18                                                                             | 0                                                                              | 2                                                                              | 5                                                                              | 8                                                                              | 2                                                                              | 0                                                                              | 3                                                                              | 4                                                                              | 3                                                                              | 14                                                                             | 5                                                                              | 2                                                                              | ?                                                                              |
| 各桁の総和         | 4 + (1 + 8) + 0 + 2 + 5 + 8 + 2 + 0 + 3 + 4 + 3 + (1 + 4) + 5 + 2 + ? = 52 + ? | 4 + (1 + 8) + 0 + 2 + 5 + 8 + 2 + 0 + 3 + 4 + 3 + (1 + 4) + 5 + 2 + ? = 52 + ? | 4 + (1 + 8) + 0 + 2 + 5 + 8 + 2 + 0 + 3 + 4 + 3 + (1 + 4) + 5 + 2 + ? = 52 + ? | 4 + (1 + 8) + 0 + 2 + 5 + 8 + 2 + 0 + 3 + 4 + 3 + (1 + 4) + 5 + 2 + ? = 52 + ? | 4 + (1 + 8) + 0 + 2 + 5 + 8 + 2 + 0 + 3 + 4 + 3 + (1 + 4) + 5 + 2 + ? = 52 + ? | 4 + (1 + 8) + 0 + 2 + 5 + 8 + 2 + 0 + 3 + 4 + 3 + (1 + 4) + 5 + 2 + ? = 52 + ? | 4 + (1 + 8) + 0 + 2 + 5 + 8 + 2 + 0 + 3 + 4 + 3 + (1 + 4) + 5 + 2 + ? = 52 + ? | 4 + (1 + 8) + 0 + 2 + 5 + 8 + 2 + 0 + 3 + 4 + 3 + (1 + 4) + 5 + 2 + ? = 52 + ? | 4 + (1 + 8) + 0 + 2 + 5 + 8 + 2 + 0 + 3 + 4 + 3 + (1 + 4) + 5 + 2 + ? = 52 + ? | 4 + (1 + 8) + 0 + 2 + 5 + 8 + 2 + 0 + 3 + 4 + 3 + (1 + 4) + 5 + 2 + ? = 52 + ? | 4 + (1 + 8) + 0 + 2 + 5 + 8 + 2 + 0 + 3 + 4 + 3 + (1 + 4) + 5 + 2 + ? = 52 + ? | 4 + (1 + 8) + 0 + 2 + 5 + 8 + 2 + 0 + 3 + 4 + 3 + (1 + 4) + 5 + 2 + ? = 52 + ? | 4 + (1 + 8) + 0 + 2 + 5 + 8 + 2 + 0 + 3 + 4 + 3 + (1 + 4) + 5 + 2 + ? = 52 + ? | 4 + (1 + 8) + 0 + 2 + 5 + 8 + 2 + 0 + 3 + 4 + 3 + (1 + 4) + 5 + 2 + ? = 52 + ? | 4 + (1 + 8) + 0 + 2 + 5 + 8 + 2 + 0 + 3 + 4 + 3 + (1 + 4) + 5 + 2 + ? = 52 + ? |

したがって、10で割り切れるようにするには、? = 8 にすればよく、IMEI は 490154203237518 となる。

## 衛星電話網での利用
BGAN、イリジウム、スラーヤといった衛星電話ネットワークでは、GSMの携帯電話と同様の方式でIMEIとSIMカードを送受信端末に使っている。イリジウムの9601モデムはIMEIだけを使い、SIMカードは備えていない。ただしイリジウムは独自のネットワークであり、その端末はGSMネットワークと互換性がない。

## GSM対応機器からIMEI情報を得る方法
多くの端末では、*#06# と入力することでIMEIを得られる。GSM端末の場合、AT+CGSN というコマンドを送ることでもIMEIを得られる。詳しくは、3GPP TS 27.007, Section 5.4 /2/ を参照。
ソニーやソニー・エリクソンの古い携帯電話では、以下のキー入力でIMEIを得られる。
右 * 左 左 * 左 *